# I liga polska w hokeju na lodzie (1963/1964)
9. sezon I ligi polskiej w hokeju na lodzie ze względu na przygotowania i start reprezentacji Polski na Igrzyskach olimpijskich w Innsbrucku rozpoczął się dopiero 15 lutego 1964 a zakończył 27 marca 1964. Był to 28. sezon rozgrywek o Mistrzostwo Polski w hokeju na lodzie. W rozgrywkach wzięło udział 8 zespołów. Mistrzem Polski został zespół Legia Warszawa, który przy takim samym bilansie punktowym co Podhale Nowy Targ (22 pkt.) miał lepszą różnicę bramek. Był to 12 tytuł mistrzowski w historii klubu. W rozgrywkach za zwycięstwo klub otrzymywał dwa punkty, a za remis jeden punkt.

## Tabela
| Lp. | Zespół            | M  | Pkt | W  | R | P | G + | G - | +/- |
| --- | ----------------- | -- | --- | -- | - | - | --- | --- | --- |
| 1   | Legia Warszawa    | 14 | 22  | 11 | 0 | 3 | 72  | 32  | +40 |
| 2   | Podhale Nowy Targ | 14 | 22  | 11 | 0 | 3 | 67  | 47  | +20 |
| 3   | Polonia Bydgoszcz | 14 | 13  | 6  | 1 | 7 | 65  | 67  | -2  |
| 4   | Górnik Katowice   | 14 | 12  | 5  | 2 | 7 | 59  | 50  | +9  |
| 5   | Naprzód Janów     | 14 | 12  | 5  | 2 | 7 | 32  | 59  | -27 |
| 6   | ŁKS Łódź          | 14 | 11  | 5  | 1 | 8 | 43  | 44  | -1  |
| 7   | Baildon Katowice  | 14 | 10  | 5  | 0 | 9 | 47  | 65  | -18 |
| 8   | Pomorzanin Toruń  | 14 | 10  | 4  | 2 | 8 | 42  | 63  | -21 |

## Skład triumfatorów
Legia Warszawa: Edward Kocząb, Zygadło, Janiczko, R.Góralczyk, Henryk Handy, Józef Manowski, Gerard Langner, Bronisław Gosztyła, Karol Burek, Józef Kurek, Andrzej Szal, Flak, Dutkiewicz, Fibic, Włodzimierz Komorski.